# Gymnothorax longinquus
Gymnothorax longinquus är en fiskart som först beskrevs av Whitley, 1948.  Gymnothorax longinquus ingår i släktet Gymnothorax och familjen Muraenidae. Inga underarter finns listade i Catalogue of Life.